# Занева (річка)
Занева, Заневе — річка в Україні, у Тячівському районі Закарпатської області, права притока Мокрянки (басейн Дунаю).

## Опис
Довжина річки приблизно 3 км. Формується з багатьох безіменних струмків.

## Розташування
Бере початок на південно-східних схилах гірської вершини Климова. Тече переважно на північний схід і на північно-західній околиці Усть-Чорна впадає у річку Мокрянку, праву притоку Тересви.